# شهرستان برئیلا
شهرستان برئیلا (به لاتین: Brăila County) یک județ در رومانی است که در رومانی واقع شده‌است.

## خصوصیات
شهرستان برئیلا ۴٬۷۶۶ کیلومترمربع مساحت و ۳۰۴٬۹۲۵ نفر جمعیت دارد.